# Хаял Наджафов
Хаял Назім огли Наджафов (азерб. Nəcəfov Xəyal Nazim oğlu, нар. 19 грудня 1997, Сумгаїт, Азербайджан) — азербайджанський футболіст, півзахисник клубу «Нефтчі» та національної збірної Азербайджану.

## Клубна кар'єра
Хаял Наджафов народився у місті Сумгаїт. У віці восьми років почав займатися футболом у місцевій спортивній школі під керівництвом Тагі Мамедова. Згодом він приєднався до молодіжної команди місцевого клубу «Сумгаїт». У травні 2015 року Наджафов дебютував у першій команді у азербайджанській Прем'єр-лізі. У команді півзахисник провів сто матчів, в яких відзначився двома забитими голами.
У літнє трансферне вікно 2021 року на правах вільного агента Наджафов перейшов до складу столичного клубу «Нефтчі». 15 серпня Хаял дебютував у новій команді.

## Збірна
У 2017 році Хаял Наджафов провів кілька матчів за юнацьку та молодіжну збірні Азербайджану. У листопада 2020 року у матчі Ліги націй проти команди Збірна Чорногорії з футболу Наджафов дебютував у національній збірній Азербайджану, вийшовши на заміну на 81 - й хвилині.